# Prikaz
Prikaz, vrsta stručnog djela. Donosi stajalište ili shvaćanje o nekoj stvari ili pojavi. Stručno i kritički predstavlja neko djelo znanstvenoj i stručnoj javnosti. Uglavnom je to u odgovarajućim časopisima. Sadržaj prikaza čine: motiv za pisanje, sintetički prikaz djela i kritičku ocjenu djela.